# Philogenia lankesteri
Philogenia lankesteri là loài chuồn chuồn trong họ Megapodagrionidae. Loài này được Calvert mô tả khoa học đầu tiên năm 1924.